# Gaultheria glomerata
Gaultheria glomerata là một loài thực vật có hoa trong họ Thạch nam. Loài này được (Cav.) Sleumer mô tả khoa học đầu tiên năm 1935.